# Partecipanti al Giro d'Italia 2002
Elenco dei partecipanti al Giro d'Italia 2002.
Il Giro d'Italia 2002 fu l'ottantacinquesima edizione della corsa. Alla competizione presero parte 22 squadre, ciascuna delle quali composta da nove corridori, per un totale di 198 ciclisti. La corsa partì il 15 maggio da Groninga (Paesi Bassi) e terminò il 2 giugno a Milano; in quest'ultima località portarono a termine la competizione 140 corridori. 

## Corridori per squadra
Nota: R ritirato, NP non partito, FT fuori tempo, SQ squalificato.
| Saeco Macchine per Caffè-Longoni Sport | Saeco Macchine per Caffè-Longoni Sport | Saeco Macchine per Caffè-Longoni Sport | Kelme-Costa Blanca      | Kelme-Costa Blanca       | Kelme-Costa Blanca      | Rabobank              | Rabobank                | Rabobank              |
| -------------------------------------- | -------------------------------------- | -------------------------------------- | ----------------------- | ------------------------ | ----------------------- | --------------------- | ----------------------- | --------------------- |
| 1                                      | Gilberto Simoni                        | NP 12ª                                 | 81                      | Ángel Vicioso            | 50º                     | 161                   | Michael Boogerd         | 17º                   |
| 2                                      | Igor Astarloa                          | 53º                                    | 82                      | Aitor González           | 6º                      | 162                   | Jan Boven               | 57º                   |
| 3                                      | Oscar Mason                            | 56º                                    | 83                      | Isaac Gálvez             | 121º                    | 163                   | Marc Lotz               | 70º                   |
| 4                                      | Biagio Conte                           | 101º                                   | 84                      | Francisco León Mane      | 69º                     | 164                   | Geert Verheyen          | 47º                   |
| 5                                      | Alessio Galletti                       | 117º                                   | 85                      | Juan José de los Ángeles | 33º                     | 165                   | Steven de Jongh         | 98º                   |
| 6                                      | Igor Pugaci                            | 40º                                    | 86                      | Jesús Manzano            | R 6ª                    | 166                   | Addy Engels             | 24º                   |
| 7                                      | Marius Sabaliauskas                    | R 12ª                                  | 87                      | José Cayetano Juliá      | 88º                     | 167                   | Grischa Niermann        | 22º                   |
| 8                                      | Fabio Sacchi                           | 58º                                    | 88                      | Santiago Pérez           | R 8ª                    | 168                   | Mathew Hayman           | 91º                   |
| 9                                      | Alessandro Spezialetti                 | 48º                                    | 89                      | Gustavo Otero            | 62º                     | 169                   | Thorwald Veneberg       | 65º                   |
| Acqua & Sapone-Cantina Tollo           | Acqua & Sapone-Cantina Tollo           | Acqua & Sapone-Cantina Tollo           | Lampre-Daikin           | Lampre-Daikin            | Lampre-Daikin           | Tacconi Sport         | Tacconi Sport           | Tacconi Sport         |
| 11                                     | Mario Cipollini                        | 100º                                   | 91                      | Pavel Tonkov             | 5º                      | 171                   | Dario Frigo             | 10º                   |
| 12                                     | Roberto Conti                          | 79º                                    | 92                      | Simone Bertoletti        | R 17ª                   | 172                   | Ruggero Borghi          | R 3ª                  |
| 13                                     | Martin Derganc                         | 95º                                    | 93                      | Massimo Codol            | NP 14ª                  | 173                   | Massimo Apollonio       | 114º                  |
| 14                                     | Cristian Gasperoni                     | 131º                                   | 94                      | Juan Manuel Gárate       | 4º                      | 174                   | Eddy Mazzoleni          | 15º                   |
| 15                                     | Gabriele Colombo                       | 130º                                   | 95                      | Gabriele Missaglia       | 72º                     | 175                   | Zoran Klemenčič         | R 17ª                 |
| 16                                     | Giovanni Lombardi                      | 87º                                    | 96                      | Mariano Piccoli          | 43º                     | 176                   | Mauro Gerosa            | 102º                  |
| 17                                     | Michele Scarponi                       | 18º                                    | 97                      | Milan Kadlec             | 64º                     | 177                   | Sylwester Szmyd         | 44º                   |
| 18                                     | Mario Scirea                           | 109º                                   | 98                      | Maximilian Sciandri      | 68º                     | 178                   | Mauro Radaelli          | 113º                  |
| 19                                     | Guido Trenti                           | 125º                                   | 99                      | Sergio Barbero           | 66º                     | 179                   | Steve Zampieri          | 89º                   |
| Alessio                                | Alessio                                | Alessio                                | Landbouwkrediet-Colnago | Landbouwkrediet-Colnago  | Landbouwkrediet-Colnago | Team Coast            | Team Coast              | Team Coast            |
| 21                                     | Alessandro Bertolini                   | 83º                                    | 101                     | Rolf Sørensen            | 124º                    | 181                   | Manuel Beltrán          | 52º                   |
| 22                                     | Pietro Caucchioli                      | 3º                                     | 102                     | Jaroslav Popovyč         | 12º                     | 182                   | André Korff             | 115º                  |
| 23                                     | Daniele De Paoli                       | 32º                                    | 103                     | Lorenzo Bernucci         | 76º                     | 183                   | Fernando Escartín       | 8º                    |
| 24                                     | Angelo Furlan                          | 128º                                   | 104                     | Domenico Romano          | NP 5ª                   | 184                   | Fabrizio Guidi          | R 18ª                 |
| 25                                     | Ivan Gotti                             | 13º                                    | 105                     | Oscar Cavagnis           | 120º                    | 185                   | Frank Høj               | 107º                  |
| 26                                     | Cristian Moreni                        | 28º                                    | 106                     | Marc Streel              | NP 15ª                  | 186                   | Francisco Lara          | 46º                   |
| 27                                     | Vladimir Miholjević                    | 35º                                    | 107                     | Serhij Adjejev           | 54º                     | 187                   | Lars Michaelsen         | 112º                  |
| 28                                     | Franco Pellizotti                      | 16º                                    | 108                     | Volodymyr Bileka         | NP 17ª                  | 188                   | Raphael Schweda         | 78º                   |
| 29                                     | Mauro Zanetti                          | R 9ª                                   | 109                     | Jurij Metlušenko         | R 16ª                   | 189                   | Malte Urban             | 134º                  |
| Ceramiche Panaria-Fiordo               | Ceramiche Panaria-Fiordo               | Ceramiche Panaria-Fiordo               | Lotto-Adecco            | Lotto-Adecco             | Lotto-Adecco            | Team Colpack-Astro    | Team Colpack-Astro      | Team Colpack-Astro    |
| 31                                     | Graeme Brown                           | FT 6ª                                  | 111                     | Christophe Detilloux     | 118º                    | 191                   | Denis Lunghi            | 30º                   |
| 32                                     | Julio Alberto Pérez Cuapio             | 19º                                    | 112                     | Robbie McEwen            | NP 11ª                  | 192                   | Matteo Carrara          | 81º                   |
| 33                                     | Faat Zakirov                           | NP 6ª                                  | 113                     | Thierry Marichal         | 97º                     | 193                   | Michele Colleoni        | R 16ª                 |
| 34                                     | Serhij Matvjejev                       | FT 6ª                                  | 114                     | Stefan van Dijk          | R 12ª                   | 194                   | Matteo Gigli            | 133º                  |
| 35                                     | Volodymyr Duma                         | 36º                                    | 115                     | Kurt Van De Wouwer       | 26º                     | 195                   | Leonardo Giordani       | NP 4ª                 |
| 36                                     | Nicola Chesini                         | NP 6ª                                  | 116                     | Kurt Van Lancker         | R 5ª                    | 196                   | Renzo Mazzoleni         | 96º                   |
| 37                                     | Filippo Perfetto                       | NP 6ª                                  | 117                     | Ief Verbrugghe           | R 12ª                   | 197                   | Miguel Ángel Meza       | 129º                  |
| 38                                     | Jaŭhen Senjuškin                       | 126º                                   | 118                     | Rik Verbrugghe           | 9º                      | 198                   | Hidenori Nodera         | 139º                  |
| 39                                     | Enrico Degano                          | 138º                                   | 119                     | Aart Vierhouten          | 104º                    | 199                   | Vladimir Smirnov        | R 5ª                  |
| Colombia-Selle Italia                  | Colombia-Selle Italia                  | Colombia-Selle Italia                  | Mapei-Quick Step        | Mapei-Quick Step         | Mapei-Quick Step        | Team CSC-Tiscali      | Team CSC-Tiscali        | Team CSC-Tiscali      |
| 41                                     | Freddy González                        | R 10ª                                  | 121                     | Paolo Bettini            | NP 8ª                   | 201                   | Carlos Sastre           | 38º                   |
| 42                                     | Carlos Alberto Contreras               | NP 3ª                                  | 122                     | Davide Bramati           | 71º                     | 202                   | Francisco Cerezo        | 59º                   |
| 43                                     | José Castelblanco                      | 34º                                    | 123                     | Dario David Cioni        | 29º                     | 203                   | Marcelino García Alonso | 39º                   |
| 44                                     | Hernán Darío Muñoz                     | 27º                                    | 124                     | Cadel Evans              | 14º                     | 204                   | Tyler Hamilton          | 2º                    |
| 45                                     | Ruber Marín                            | 74º                                    | 125                     | Paolo Fornaciari         | 92º                     | 205                   | Danny Jonasson          | 132º                  |
| 46                                     | Juan Diego Ramírez                     | R 16ª                                  | 126                     | Stefano Garzelli         | NP 10ª                  | 206                   | Jimmi Madsen            | 108º                  |
| 47                                     | John Freddy García                     | R 15ª                                  | 127                     | Robert Hunter            | R 6ª                    | 207                   | Andrea Peron            | 73º                   |
| 48                                     | Fortunato Baliani                      | R 7ª                                   | 128                     | Daniele Nardello         | 42º                     | 208                   | Michael Rasmussen       | 45º                   |
| 49                                     | Mychajlo Chalilov                      | 84º                                    | 129                     | Andrea Noè               | 20º                     | 209                   | Manuel Calvente         | 60º                   |
| Fassa Bortolo                          | Fassa Bortolo                          | Fassa Bortolo                          | Mercatone Uno           | Mercatone Uno            | Mercatone Uno           | Team Deutsche Telekom | Team Deutsche Telekom   | Team Deutsche Telekom |
| 51                                     | Michele Bartoli                        | R 1ª                                   | 131                     | Marco Pantani            | R 16ª                   | 211                   | Ralf Grabsch            | 111º                  |
| 52                                     | Wladimir Belli                         | NP 16ª                                 | 132                     | Andrej Mizurov           | 37º                     | 212                   | Sergej Jakovlev         | 90º                   |
| 53                                     | Francesco Casagrande                   | SQ 15ª                                 | 133                     | Daniel Clavero           | NP 5ª                   | 213                   | Torsten Hiekmann        | 49º                   |
| 54                                     | Serhij Hončar                          | 23º                                    | 134                     | Riccardo Forconi         | R 10ª                   | 214                   | Jens Heppner            | NP 18ª                |
| 55                                     | Alessandro Petacchi                    | 94º                                    | 135                     | Luca Mazzanti            | 67º                     | 215                   | Danilo Hondo            | NP 5ª                 |
| 56                                     | Gorazd Štangelj                        | NP 1ª                                  | 136                     | Francesco Secchiari      | NP 5ª                   | 216                   | Kai Hundertmarck        | 93º                   |
| 57                                     | Matteo Tosatto                         | 63º                                    | 137                     | Roberto Sgambelluri      | NP 12ª                  | 217                   | Matthias Kessler        | 25º                   |
| 58                                     | Dmitrij Konyšev                        | 103º                                   | 138                     | Gianmario Ortenzi        | 99º                     | 218                   | Jan Schaffrath          | 122º                  |
| 59                                     | Denis Zanette                          | 119º                                   | 139                     | Fabiano Fontanelli       | 135º                    | 219                   | Stephan Schreck         | 110º                  |
| Gerolsteiner                           | Gerolsteiner                           | Gerolsteiner                           | Formaggi Trentini       | Formaggi Trentini        | Formaggi Trentini       |                       |                         |                       |
| 61                                     | Daniele Contrini                       | R 17ª                                  | 141                     | Domenico Gualdi          | R 16ª                   |                       |                         |                       |
| 62                                     | Gianni Faresin                         | 21º                                    | 142                     | Ruggero Marzoli          | R 15ª                   |                       |                         |                       |
| 63                                     | René Haselbacher                       | 106º                                   | 143                     | Saša Gajičić             | R 12ª                   |                       |                         |                       |
| 64                                     | Ellis Rastelli                         | 123º                                   | 144                     | Antonio Rizzi            | R 13ª                   |                       |                         |                       |
| 65                                     | Davide Rebellin                        | R 12ª                                  | 145                     | Moreno Di Biase          | 137º                    |                       |                         |                       |
| 66                                     | Saulius Ruškys                         | R 2ª                                   | 146                     | Denis Bondarenko         | 105º                    |                       |                         |                       |
| 67                                     | Torsten Schmidt                        | R 7ª                                   | 147                     | Uroš Murn                | 86º                     |                       |                         |                       |
| 68                                     | Georg Totschnig                        | 7º                                     | 148                     | Héctor Mesa              | 80º                     |                       |                         |                       |
| 69                                     | Peter Wrolich                          | 82º                                    | 149                     | Luis Laverde             | 31º                     |                       |                         |                       |
| Index-Alexia Alluminio                 | Index-Alexia Alluminio                 | Index-Alexia Alluminio                 | Phonak Hearing Systems  | Phonak Hearing Systems   | Phonak Hearing Systems  |                       |                         |                       |
| 71                                     | Dario Andriotto                        | R 16ª                                  | 151                     | Mathias Buxhofer         | 55º                     |                       |                         |                       |
| 72                                     | Mario Manzoni                          | 136º                                   | 152                     | Juan Carlos Domínguez    | 75º                     |                       |                         |                       |
| 73                                     | Bo Hamburger                           | 77º                                    | 153                     | Cédric Fragnière         | R 2ª                    |                       |                         |                       |
| 74                                     | Paolo Lanfranchi                       | 41º                                    | 154                     | Fabrice Gougot           | 127º                    |                       |                         |                       |
| 75                                     | Paolo Savoldelli                       | 1º                                     | 155                     | Bert Grabsch             | 61º                     |                       |                         |                       |
| 76                                     | Eddy Serri                             | 140º                                   | 156                     | Alexandre Moos           | 51º                     |                       |                         |                       |
| 77                                     | Ivan Quaranta                          | R 12ª                                  | 157                     | Óscar Pereiro            | 11º                     |                       |                         |                       |
| 78                                     | Daniele Righi                          | 85º                                    | 158                     | Massimo Strazzer         | 116º                    |                       |                         |                       |
| 79                                     | Mauro Zinetti                          | R 16ª                                  | 159                     | Sven Teutenberg          | R 12ª                   |                       |                         |                       |

### Legenda
| Legenda          | Legenda | Legenda        | Legenda                                                  |
| ---------------- | --- | -------------- | -------------------------------------------------------- |
| Dorsale          | Dorsale di partenza del ciclista | Posizione      | Posizione finale nella classifica generale               |
| Maglia rosa      | Indica il vincitore della classifica generale                                                                                        | Maglia verde   | Indica il vincitore della classifica dei GPM             |
| Maglia ciclamino | Indica il vincitore della classifica a punti                                                                                         | Maglia azzurra | Indica il vincitore della classifica intergiro           |
| NP               | Indica un ciclista che non è ripartito in una tappa la mattina                                                                       | R              | Indica un ciclista che si è ritirato in una tappa        |
| FTM              | Indica un ciclista che ha concluso una tappa fuori tempo, ossia ha impiegato più tempo rispetto a quanto stabilito dal tempo massimo | EX             | Corridore escluso per non aver rispettato il regolamento |

## Corridori per nazione
Le nazionalità rappresentate nella manifestazione sono 28; in tabella il numero dei ciclisti suddivisi per la propria nazione di appartenenza:
| Numero ciclisti | Nazione |
| --------------- | --- |
| 85              | Italia |
| 21              | Spagna |
| 15              | Germania |
| 9               | Colombia |
| 8               | Belgio, Ucraina |
| 7               | Danimarca, Paesi Bassi                                                                                                  |
| 4               | Australia, Austria, Russia                                                                                              |
| 3               | Lituania, Slovenia, Svizzera                                                                                            |
| 2               | Kazakistan, Messico, Stati Uniti                                                                                        |
| 1               | Bielorussia, Croazia, Francia, Gran Bretagna, Giappone, Moldavia, Polonia, Rep. Ceca, Slovacchia, Sudafrica, Jugoslavia |